# Opzione greenshoe
L'opzione greenshoe è uno strumento utile per la stabilizzazione delle quotazioni di un titolo azionario dopo un'IPO. La banca che segue l'azienda nel processo di quotazione non esaurisce il suo compito con il collocamento delle azioni, ma ha un ruolo fondamentale anche nella fase immediatamente successiva all'offerta per la stabilizzazione delle quotazioni del titolo.
La banca incaricata di stabilizzare il prezzo del titolo assume una posizione corta sul mercato, cioè vende allo scoperto un certo numero di azioni dell'impresa (over-allotment) ad un prezzo molto vicino al prezzo di offerta. Per coprire tale posizione la banca ottiene l'opzione di acquistare dall'impresa entro una certa data (di solito la greenshoe option scade 30 giorni dopo l'ammissione alla quotazione dei titoli sul mercato) un certo ammontare di azioni (di solito il 15% del totale delle azioni offerte) ad un prezzo pari al prezzo di collocamento. Se nei primi giorni di quotazione il prezzo delle azioni scende, l'investment bank non esercita l'opzione e acquista sul mercato le azioni necessarie a chiudere la posizione corta assunta (stimola la domanda di azioni). Così facendo la banca sostiene in una qualche misura il prezzo delle azioni arrestandone o quanto meno rallentandone la discesa. Se invece il prezzo delle azioni sul mercato nei giorni immediatamente successivi alla realizzazione dell'offerta sale, la banca esercita la greenshoe option e reimmette sul mercato altre azioni (il flottante aumenta) e quindi arresta o rallenta l'ascesa del prezzo del titolo.